# Stazione di Balzola
Stazione di Balzola vasútállomás Olaszországban, Balzola településen.

## Vasútvonalak
Az állomást az alábbi vasútvonalak érintik:
- Chivasso–Alessandria-vasútvonal

## Kapcsolódó állomások
A vasútállomáshoz az alábbi állomások vannak a legközelebb:
- Stazione di Morano sul Po
- Casale Popolo railway station